# Ophir (Nueva Zelanda)
Ophir es una pequeña localidad de Otago, Nueva Zelanda, al lado del Río Manuherikia a 298 metros sobre el nivel del mar. Originalmente conocida como Blacks, cuando se descubrió oro en Otago Central en 1863, la población de la localidad creció a más de 1000 habitantes y se convirtió en el centro comercial y social del distrito. Fue renombrada Ophir en este momento debido a que fue mencionado este nombre porque fue donde el Rey Salomón obtuvo el oro para cubrir el Templo de Jerusalén, y es por lo tanto el nombre de las legendarias "Minas del Rey Salomón".
Hoy en día, con una población total de solo 50, la población es conocida por los muchos edificios originales que todavía sobreviven, incluyendo la Oficina de Correo y Telégrafo construida en 1886, el Palacio de Justicia en 1895, y la Delegación de Policía en la década de 1870
La temperatura más baja oficial de Nueva Zelanda de -21.6 °C fue registrada en Ophir el 3 de julio de 1995, aunque no es un lugar a elevada altitud.